# Chande (sockenhuvudort i Kina, Hebei Sheng, lat 38,65, long 114,59)
Chande är en sockenhuvudort i Kina. Den ligger i provinsen Hebei, i den norra delen av landet, omkring 210 kilometer sydväst om huvudstaden Peking. Antalet invånare är 33 597. Befolkningen består av 16 317 kvinnor och 17 280 män. Barn under 15 år utgör 21,0 %, vuxna 15-64 år 71 %, och äldre över 65 år 6,0 %.
Runt Chande är det tätbefolkat, med 411 invånare per kvadratkilometer. Närmaste större samhälle är Lingshan, 16,6 km norr om Chande. Trakten runt Chande består till största delen av jordbruksmark.
Genomsnittlig årsnederbörd är 675 millimeter. Den regnigaste månaden är juli, med i genomsnitt 200 mm nederbörd, och den torraste är januari, med 3 mm nederbörd.